# MOB-médiadíj
A MOB-médiadíj a Magyar Olimpiai Bizottság 1992 óta évente átadott elismerése a sajtó dolgozóinak.

## A díj
A Magyar Olimpiai Bizottság többféle díjat oszt ki, elsősorban sportolóknak, sportvezetőknek, de külön kategóriában - az úgynevezett médiadíjjal - ismeri el a sajtó dolgozóit is. A díjat 1992-ben adták át először, és egészen 2010-ig két fokozata volt: maga a médiadíj és volt egy médiadíj oklevél, plakettel. 2011-ben a médiadíjat átnevezték nívódíjra, 2012-ben - egyszeri alkalommal - különdíjat adtak át Szepesi Györgynek, 2013-tól pedig MOB életműdíjat, továbbá nívódíjat és oklevelet is kiadnak. 2016–17-ben - két alkalommal - SportEMBER, posztumusz Média-különdíjat ítéltek Puskás Ferencnek és Papp Lászlónak.

## Díjazottak

### 2010–2018
2018
- Életműdíj
  - Kő András, a Magyar Hírlap újságírója[2]

2017
- SportEMBER, posztumusz Média-különdíj
  - Puskás Ferenc, olimpiai bajnok labdarúgó, a Nemzet Sportolója
- Életműdíj
  - Gallov Rezső, író, újságíró, sportvezető
- Nívódíj
  - Vobeczky Zoltán, az M4 Sport riói olimpiáért felelős szerkesztője (elektronikus)
  - Bálint Mátyás, a Nemzeti Sport főmunkatársa (print)
  - L. Pap István, a Nemzeti Sport szerkesztő újságírója (print)
  - Lódi Renáta, az MTI-MTVA Sportszerkesztőségének szerkesztő-újságírója (online)
  - Szalmás Péter a MOB, az olimpia.hu fotóriportere (fotó)
  - Záhonyi Iván, a Nemzeti Sport egykori fotóriportere, több olimpia fotósa (fotó)
- Oklevél
  - Takács Rita, a Sport TV szerkesztő-műsorvezetője (elektronikus)
  - Pajor-Gyulai László, a Magyar Nemzet és a Magyar Idők vezető sportszerkesztője (print)
  - Dobos Sándor, a waterpolo.hu és a 24.hu újságírója (online)
  - Czeglédi Zsolt, az MTI-MTVA Sportszerkesztőségének fotóriportere (fotó)

2016
- SportEMBER posztumusz MOB Média-különdíj
  - Papp László olimpiai bajnok ökölvívó
- Életműdíj
  - Jocha Károly
  - Dávid Sándor
- Nívódíj
  - Áros Károly, erdélyi újságíró (posztumusz)
  - Matuz Krisztián, a Sport TV kommentátora (elektronikus)
  - Szabó Sándor, a Bors sportújságírója (print)
  - Marosi Gergely, a Nemzeti Sport Online újságírója (online)
  - Veres Viktor, a Nemzeti Sport fotósa (fotó)
- Oklevél
  - A 2015-ös gwangju-i nyári Universiade magyar médiacsapata: Dobor Dezső, Marjai Péter és Forró Gábor, dr. Kovács Erika, a Nemzeti Sport újságírója
  - Kálnoki Kis Attila, a 24.hu, sportújságírója, sportrovatvezetője (online)
  - Göbölyös Gábor, az MTI-MTVA Sportszerkesztőségének szerkesztő-újságírója (online)
  - Mirkó István, a Magyar Idők fotósa (fotó)

2015
- Életműdíj
  - Gulyás László az MTVA szerkesztő-riportere, kommentátora
  - Jancsó Kornél az MTVA hírügynökségi sportszerkesztője
- Nívódíj
  - Illyés Tibor az MTVA hírügynökségi fotóriportere
  - Sz. Nagy Tamás a Nemzeti Sport főszerkesztő-helyettese
  - Spiller István az MTVA hírügynökségi sportszerkesztője
  - Méhes Gábor a Sport Televízió kommentátora
- Oklevél
  - Szabó Miklós a Nemzeti Sport fotóriportere, fotórovat-vezető helyettese
  - az Utánpótlássport.hu Szerkesztősége
  - Tóth Anita a Nemzeti Sport egyéni és csapatsportágak rovatvezetője
  - Halászi László az MTVA kiemelt szerkesztője

2014
- Életműdíj
  - Novotny Zoltán (MTVA)
  - Vass István Zoltán (a Magyar Rádió egykori riportere)
- Nívódíj
  - Novák Miklós (a Magyar Nemzet újságírója),
  - Németh Andrea (a Nemzeti Sport rovatvezetője)
  - Fazekas Erzsébet (a Sport TV műsorvezetője)
- Oklevél
  - Mohay Bence és Majszin György (MTVA, közösen),
  - L. Pap István (MTVA, Nemzeti Sport)
  - a Cali világjátékokról tudósító médiacsapat (Bányász Árpád, Kaszala Claudia és Turó András)

2013
- Életműdíj
  - Farkas József, fotóriporter
- Nívódíj
  - Bera Emese, a Kossuth Rádió szerkesztő-riportere,
  - Gyuricza Róbert, az MTVA hírügynökségi sportszerkesztőségének vezetője,
  - Vincze Attila, a Sport1 szerkesztője,
  - Deák Zsigmond, a Magyar Nemzet újságírója.
- Oklevél
  - Bálint Mátyás, a Nemzeti Sport újságírója,
  - Vobeczky Zoltán, az MTVA szerkesztő-riportere,
  - Fejér Balázs, a Lánchíd Rádió szerkesztő-riportere,
  - Horváth Mariann, az Eurosport kommentátora,
  - Csiszár Jenő, a Class FM tanácsadója, műsorvezetője.

2012
- Különdíj
  - Szepesi György, sportkommentátor
- Nívódíj
  - Riskó Géza, MTVA sportfőszerkesztő
  - Lantos Gábor, A Magyar Rádió programszerkesztő
  - Murányi András, A Nemzeti Sport felelős szerkesztő
- Oklevél
  - Illyés Tibor, MTI fotóriporter
  - Petrovics-Mérei Andrea, Telesport műsorvezető
  - Németh Balázs, A Magyar Kajak-Kenu Szövetség sajtófőnök
  - Pataki Nóra, Blikk újságíró

2011
- Nívódíj:
  - Amler Zoltán – Nemzeti Sport
  - Horog László – Pannon Lapok
- Oklevél
  - Szőke Viktória – Duna Tv
  - Halper János – Duna Tv
  - Lódi Renáta – MTI
  - Gombkötő Roland – Magyar Judo Szövetség

2010
- Médiadíj
  - Salánki Miklós Nemzeti Sport
- Oklevél
  - Somos Ákos MTV Telesport
  - Magyar Sportmúzeum
  - Apriori International, könyvkiadó

### 2000–2009
2009
- Médiadíj
  - Kiss László, Magyar Hírlap
  - Kocsis L. Mihály, író- újságíró
  - Szalay Péter, T-Mobile Sporthír Szolgálat
  - Reálszisztéma Dabasi Nyomda Zrt.
  - MTI Fotó szerkesztőség
- Oklevél
  - Ághassi Attila, Index
  - Deák Zsigmond, Magyar Nemzet
  - Farkas Dávid, Inforádió
  - Mayer Ottília, Duna TV
  - Németh Balázs, TV2

2008
- Médiadíj
  - Havas Judit, az MTV Telesport főszerkesztő-helyettese
  - Ch. Gáll András, a Nemzeti Sport riportere
  - Ifj. Knézy Jenő, a Duna Televízió és az Eurosport szerkesztő-riportere
- Oklevél
  - Balássy László, a MOB internetes honlapjának munkatársa
  - Fábik Tibor, a Magyar Nemzet munkatársa
  - Ganczer Gábor, a Magyar Kajak-Kenu Szövetség sajtófőnöke
  - Illyés Tibor, a Magyar Távirati Iroda fotóriportere

2007
- Médiadíj
  - Kósa Tamás, a Magyar Hírlap sportrovatvezetője
  - Rudi Zoltán
  - Serényi Péter, a Sport Plusz szerkesztőségvezetője
  - Szetey András
- Oklevél
  - Amler Zoltán, a Nemzeti Sport rovatvezető-helyettese
  - Méhes Gábor
  - Novák Miklós
  - Ardai Attila, L.Pap István, Thury Gábor - Vér és aranyak című könyv
  - Csurka Gergely és Gyarmati Dezső az 1956 - "Ahol mi győztünk" című könyv szerzőpárosa
  - Dobor Dezső és Zoltán János Péter, az "Olimpiának indult" című film és könyv alkotói
  - Duna Televízió alkotógárdája
  - Szöllősi György, Puskás című könyv

2006
- Médiadíj
  - Ambrus Gábor, a Magyar Távirati Iroda Sportszerkesztőségének vezetője
  - Ballai Attila, a Magyar Nemzet Sport-rovatának vezetője
  - Deák Horváth Péter, a Magyar Rádió Sport-szerkesztőségének vezetője
  - Fejes Gábor, a Blikk főszerkesztője
  - Schulek Csaba, az MTV Telesport főszerkesztője
- Oklevél
  - Máté Pál, a Sport1 főszerkesztője
  - MobilPress Hírügynökség, sportszerkesztőség
  - Papp Győző, a Kisalföld sportrovat-vezetője
  - S. Tóth János, a Nemzeti Sport felelős szerkesztője
  - Szabó Gergő, a Hír TV sportszerkesztője

2005
- Médiadíj
  - Fábián István, a Sportévkönyv művészeti szerkesztője
  - Jacsó Kornél, az MTI Sportszerkesztőségének főmunkatársa
  - Jocha Károly, szabadúszó újságíró
  - Németh Ferenc, a Nemzeti Sport fotórovatának vezetője
  - Suba Katalin, az MTV Telesport szerkesztője
  - T. Balogh László, a Reuters fotóriportere
- Oklevél
  - Dr. Erdei Tamás, a Magyar Hírlap rovatvezetője
  - Hajdú B. István, a televíziós riporter
  - Karádi Zoltán, sport-statisztikus
  - Molnár László, az Info Rádió sportszerkesztője
  - Printself Nyomda, a MOB kiadványok nyomdája

2004
- Médiadíj
  - Malonyai Péter, a Magyar Nemzet rovatvezetője
  - MTV Telesport olimpiai magazin adása
  - Sport1 televízió
  - Szekeres Tamás, a Nemzeti Sport főszerkesztője
- Oklevél
  - Földi Imre, az MTI fotóriportere
  - Kő András, a Magyar Nemzet főmunkatársa
  - Sal Endre, a Nemzeti Sport rovatvezető-helyettese
  - Szalmás Péter, a Népszava fotóriportere
  - Szekeres István, újságíró

2003
- Médiadíj
  - Bocsák Miklós, Sport Plusz
  - Duna Televízió alkotó stábja: Schulek Csaba - főszerkesztő - Kelemen Zsolt - főszerkesztő helyettes, Szőke Viktória, műsorvezető - Somos Ákos, szerkesztő-riporter, kommentátor - Somos Zoltán, szerkesztő-riporter, kommentátor - Mogyorósi Péter, szerkesztő-riporter, kommentátor, Réz Gábor - szerkesztő
  - Faragó Richard (MTV-Telesport)
  - MTI Sportosztály (átvette:Serényi Péter a Sportosztály vezetője)
- Oklevél
  - Ballai Attila, Népszava
  - Füredi Marianne és Lipiczki Ágnes, Nemzeti Sport
  - Jocha Károly, szabadúszó újságíró
  - László Sándor, fotóriporter
  - Sipos János, Magyar Rádió
  - Szaka József, Színes Mai Lap
  - Tiszai Szilárd, Sztár Sport

2002
- Médiadíj
  - Buzgó József, a Sztár Sport főszerkesztője
  - Gyenes J. András, a Naptévé szerkesztője
  - Morvai Katalin, az Ifjúsági és Sportminisztérium volt sajtófőnöke
  - Radnóti László, a Magyar Rádió riportere
  - Szűcs Miklós, a Nemzeti Sport rovatvezetője
- Oklevél
  - Gyuricza Róbert, az MTI sportszerkesztőségének munkatársa
  - Sípos József, a Fehérvár Televízió szerkesztője
  - Thaly Zoltán, az MLSZ és a MAC jubileumi könyvének szerkesztője

2001
- Médiadíj
  - Magyarok az olimpiai játékokon c. könyv (szerzői: Hencsei Pál, Ivanics Tibor, Takács Ferenc, Vad Dezső)
  - Nemzeti Sport szerkesztősége, Sydney 2000
  - Danis Barna, Nemzeti Sport
  - Palik László, MTV
  - Serényi Péter, MTI
  - Siklós Erik, Magyar Rádió
- Oklevél
  - Antal Ildikó, Westel
  - Buzgó József, Sztár Sport
  - Csurka Gergely, Nemzeti Sport
  - Kisalföld szerkesztősége
  - Metro Hírújság

2000
- Médiadíj
  - Koppány György
  - Peterdi Pál
  - Riskó Géza, Mai Nap
- Oklevél
  - Áros Károly, Sepsiszentgyörgy
  - Bányai János, Vasárnapi Hírek
  - Kelemen Zsolt, Dobrányi Péter, Duna TV
  - Radnóti László, Magyar Rádió
  - Salánki Miklós, Napi Magyarország
  - Füredi Marianne, A Magyar Öttusa Története
  - Medvegy Iván
  - Mészáros István
  - Mizsér Jenő
  - Pécsi Gábor

### 1992–1999
1999
- Médiadíj
  - Gallov Rezső, Nemzeti Sport
  - MTI Sportrovat
  - Magyar Televízió, atlétikai EB közvetítések
- Oklevél
  - Almási László, Képes Sport
  - Árvai Sándor, Magyar Nemzet
  - Kolodzei Tamás, Déli Hírlap
  - Krasovecz Ferenc, Takács Ferenc (filozófus), atlétikai könyv
  - Lantos Gábor, Magyar Rádió
  - Naményi József, Nemzeti Sport, Kajak-könyv

1998
- Médiadíj
  - Énekes Zoltán, Nemzeti Sport
  - Fluck Miklós, Vasárnapi Hírek
  - Gulyás László, MTV
  - Molnár Dániel, Magyar Rádió
  - Vándor Kálmán, nyugdíjas
- Oklevél
  - Bruckner Gábor, Népszabadság – nem vette át
  - Csurka Gergely, Kurir
  - Dlusztus Imre, Délmagyarország
  - Istenes Vilmos, Nemzeti Sport
  - Molnár Ottó, grafikus

1997
- Médiadíj
  - Boda Ildikó, Nemzeti Sport
  - Boskovics Jenő, IWF
  - Gyárfás Tamás, Nap TV
  - Novotny Zoltán, Magyar Rádió
  - Telesport – MTV Sportosztály
  - Vad Dezső, MOB
  - Alföldi Nyomda
- Oklevél
  - Harsányi Péter, MOB fotóriportere
  - Duna Televízió
  - Atlanta '96 valamint Athén-Atlanta könyv szerkesztői

1996
- Médiadíj
  - Hoffer József, MTI
  - Subert Zoltán, posztumusz
  - Radnai János, MTV
- Oklevél
  - Kövesdi Viktor, Nap TV
  - Niszkács László, Nemzeti Sport

1995
- Médiadíj
  - Gyulai Szabolcs, MTV
  - Szekeres István, Magyar Hírlap
  - Várnai Iván, KURIR
- Médiadíj
  - Jutasi Róbert, Kaposvár
  - Németh Ferenc, MTI-fotó
  - Simon József, Nemzeti Sport

1994
- Médiadíj
  - Baraczka Eszter, Nap TV
  - Kozák Mihály, MTI
  - Török László, Magyar Rádió
  - Szabó Ferenc, posztumusz – Esti Hírlap
- Oklevél
  - Fábián István, Békés Megyei H.
  - Gundel Takács Gábor, MTV Telesport
  - Lépesfalvy Zoltán, Magyar Hírlap
  - Nemzeti Sport Fotóügynökség
  - Malonyai Péter, Magyar Nemzet

1993
- Médiadíj
  - Magyar Rádió Sportosztálya
  - Magyar Távirati Iroda Sportosztálya
  - Nap TV
  - Nemzeti Sport Szerkesztősége
  - MTV Telesport,
  - Csőke József, filmrendező
- Oklevél
  - Bodor Ferenc, Vas Népe
  - Mahrer Emil, MTV Sportosztály
  - Serényi Péter, Napi Magyarország

1992
- Médiadíj
  - Dobor Dezső, az MTV szerkesztő riportere
  - Lukács László, posztumusz-Népszabadság
  - Szepesi György, Magyar Rádió munkatársa
- Oklevél
  - Farkas József, a Nemzeti Sport fotóriportere
  - Gyárfás Tamás, a Nap TV tulajdonosa
  - Kocsi Tibor, Nemzeti Sport
  - Szabó Sándor, MTI-Sportrovat
  - Machalek István, posztumusz – Békés Megyei Hírlap